# Martin Laas

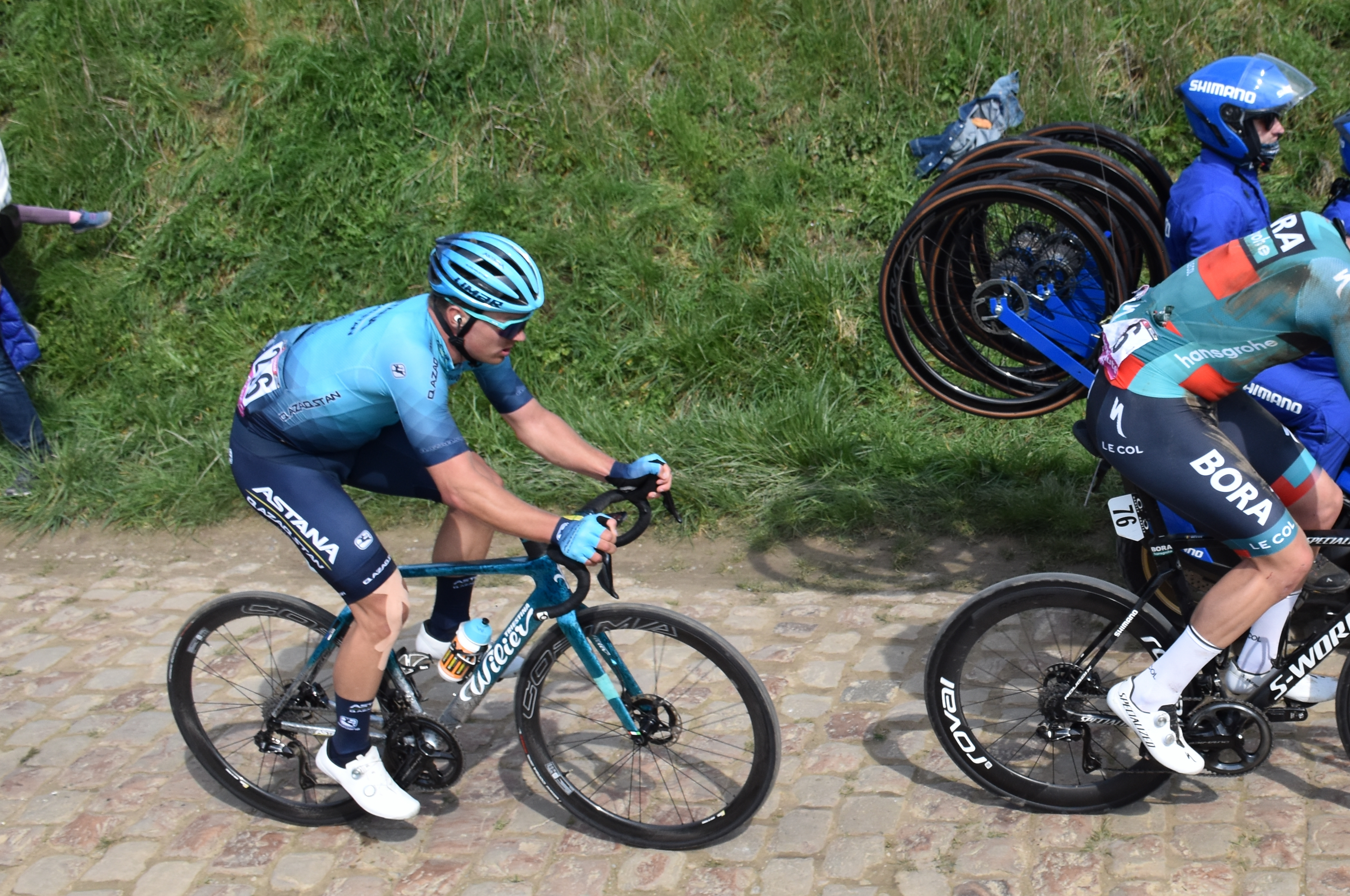
Paris-Roubaix 2023 - Pavé de Quiévy à Saint-Python - N° 216 Martin Laas.

Martin Laas (* 15. September 1993 in Tartu) ist ein estnischer Radrennfahrer. Er gilt als Sprintspezialist.

## Sportlicher Werdegang
Laas gewann 2015 mit der Gesamtwertung und einer Etappe der Estland-Rundfahrt seine ersten internationalen Wettbewerbe. Daraufhin schloss er sich in den Jahren 2016 und 2017 dem Professional Continental Team Delko Marseille Provence KTM an, für das er keine Rennen gewinnen konnte. In den Jahren 2018 und 2019 fuhr er für das Continental Team Illuminate und gewann zwölf Abschnitte internationaler Etappenrennen.
Zur Saison 2020 wurde Laas vom UCI WorldTeam Bora-hansgrohe verpflichtet, das ihn in seinen Sprintzug integrieren wollte. Er gewann bei der Slowakei-Rundfahrt 2020 zwei Etappen. Es folgte ein Etappenerfolg beim Arctic Race of Norway 2021. Zudem war er für die estnische Nationalmannschaft bei der Tour of Estonia und der Baltic Chain Tour erfolgreich.
Nach einer eher schwachen Saison 2022 erhielt Laas keinen neuen Vertrag bei Bora-hansgrohe. Zur Saison 2023 kam er im Astana Qazaqstan Team unter. Der Gewinn der Gesamtwertung und ein Etappenerfolg bei der Tour of Sakarya blieben seine einzigen zählbaren Erfolge, so dass auch beim Team Astana sein Vertrag nicht verlängert wurde.
2024 wurde Laas Mitglied im Ferei Quick-Panda Podium Mongolia Team, mit dem er vorrangig bei Rennen in Asien an den Start ging. Dabei erzielte er bei den asiatischen Rennen der UCI ProSeries zwei Etappenerfolge bei der Tour of Taihu Lake und einen Etappenerfolg bei der Tour of Hainan sowie auf der UCI Asia Tour insgesamt vier weitere Siege. Nach zwei Etappensiegen im Vorjahr legte er 2025 mit drei Tageserfolgen den Grundstein für den Gewinn der Gesamtwertung bei der Tour of Lithuania.

## Erfolge
2015
- Gesamtwertung, eine Etappe, Punkte- und Nachwuchswertung Estland-Rundfahrt

2018
- drei Etappen und Punktewertung Thailand-Rundfahrt
- eine Etappe Baltic Chain Tour
- eine Etappe Japan-Rundfahrt

2019
- eine Etappe Thailand-Rundfahrt
- vier Etappen und Punktewertung Tour of Taiyuan
- drei Etappen Korea-Rundfahrt

2020
- zwei Etappen und Punktewertung Slowakei-Rundfahrt

2021
- eine Etappe und Punktewertung Estland-Rundfahrt
- eine Etappe Arctic Race of Norway

2022
- zwei Etappen und Punktewertung Baltic Chain Tour

2023
- Gesamtwertung und eine Etappe Tour of Sakarya

2024
- zwei Etappen Tour of Lithuania
- eine Etappe und Punktewertung Tour de Banyuwangi Ijen
- eine Etappe Trans-Himalaya Cycling Race
- eine Etappe Tour of Hainan
- drei Etappen und Punktewertung Tour of Poyang Lake
- zwei Etappen und Punktewertung Tour of Taihu Lake

2025
- Gesamtwertung, drei Etappen und Punktewertung Tour of Lithuania
- eine Etappe Trans-Himalaya Cycling Race

## Grand Tour-Platzierungen
| Grand Tour            | 2020 | 2021 |
| --------------------- | ---- | ---- |
| Giro d’ItaliaGiro     | –    | –    |
| Tour de FranceTour    | –    | –    |
| Vuelta a EspañaVuelta | 140  | 140  |